# Casale di Quo Vadis
Casale di Quo Vadis ou Casale del Quo Vadis é uma antiga casa de campo medieval localizada na esquina onde a Via della Caffarella se separa da Via Ápia Antiga (altura do número 55), no quartiere Appio-Latino de Roma. Além da casa, a propriedade, que é privada, inclui também ruínas de uma villa romana. 

## História
A propriedade preserva os restos de uma villa imperial do século II d.C. completa, com paredes, mosaicos e pisos, um patrimônio parcialmente enterrado e parcialmente transformado pelos proprietários de uma fazenda que, na Idade Média, participaram da transformação em uma rua agrícola e bucólica a estrada por onde passavam césares. Uma função que esta propriedade, com vista para o Parco della Caffarella e para a entrada da Catacumbas de São Calisto e a poucos passos da Porta San Sebastiano, manteve durante séculos. Foi somente quando houve a intenção de transformar o local numa residência que os abusos passaram a ser bloqueados pela Superintendência Arqueológica Especial de Roma. 
A casa tem três andares além do térreo e conta com dezesseis quartos, com o térreo repleto de restos romanos antigos, incluindo mosaicos (com representações de monstros e tritões marinhos) e paredes. As paredes fora identificadas como opus mixtum, cortinada e reticuladas. A propriedade inclui ainda uma grande cisterna romana bem preservada.

## Venda
A propriedade, que incluía além do casale e da villa romana, uma residência familiar, era da família de Carlo Ponti, marido da atriz Sophia Loren, e foi colocada a venda em 2014. Em 2018 estava listada por um preço de 19 milhões de euros.